# Узел УИАА
У́зел УИАА — тормозящий полусхватывающий узел в альпинизме, используемый для страховки при подъёме или спуске по верёвке. Русифицированное название «узел УИАА» соответствует аббревиатуре международной организации UIAA, в которой этот узел одобрен к применению. В альпинизме узел UIAA применяют только в паре со схватывающим узлом. Для правильной работы узла необходимо использовать грушевидный карабин (HMS). Ходовой конец узла обязательно должен быть расположен на карабине на противоположной стороне от муфты, чтобы при движении не размуфтовывать карабин. При спасательных работах применяют узел двойной UIAA.

## Способ завязывания

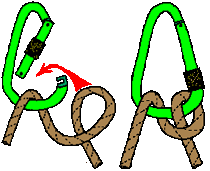
последовательный способ завязывания узла UIAA
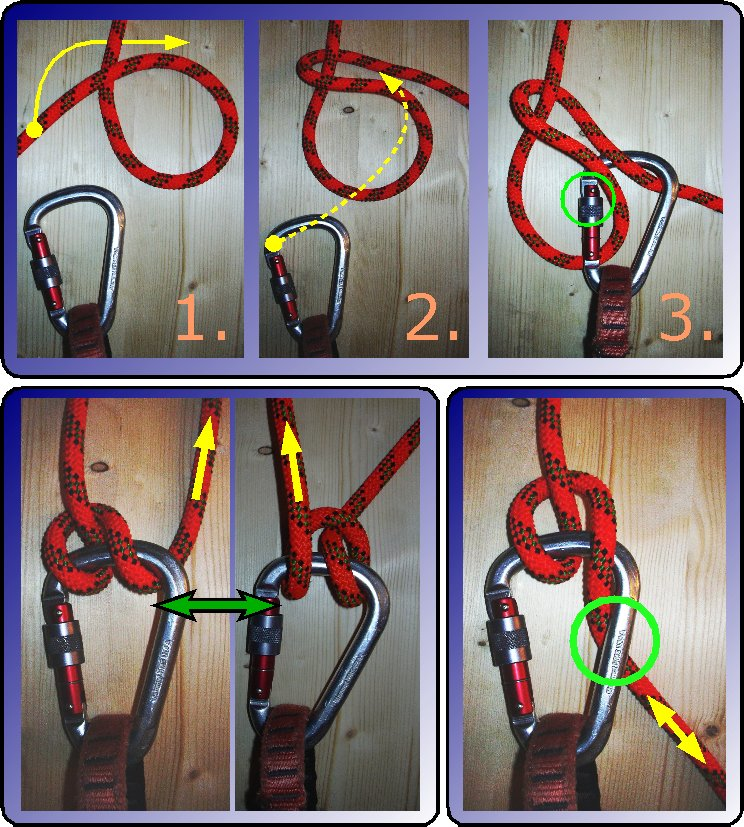
способ завязывания узла UIAA с готовым узлом

Существуют 2 способа завязывания узла UIAA:
- Последовательный способ

1. Создать петлю и вщёлкнуть в карабин.
2. Создать колы́шку и вщёлкнуть в карабин.
3. Замуфтовать карабин.

- Способ с готовым узлом

1. Создать узел UIAA без опоры и вщёлкнуть в карабин.
2. Замуфтовать карабин.

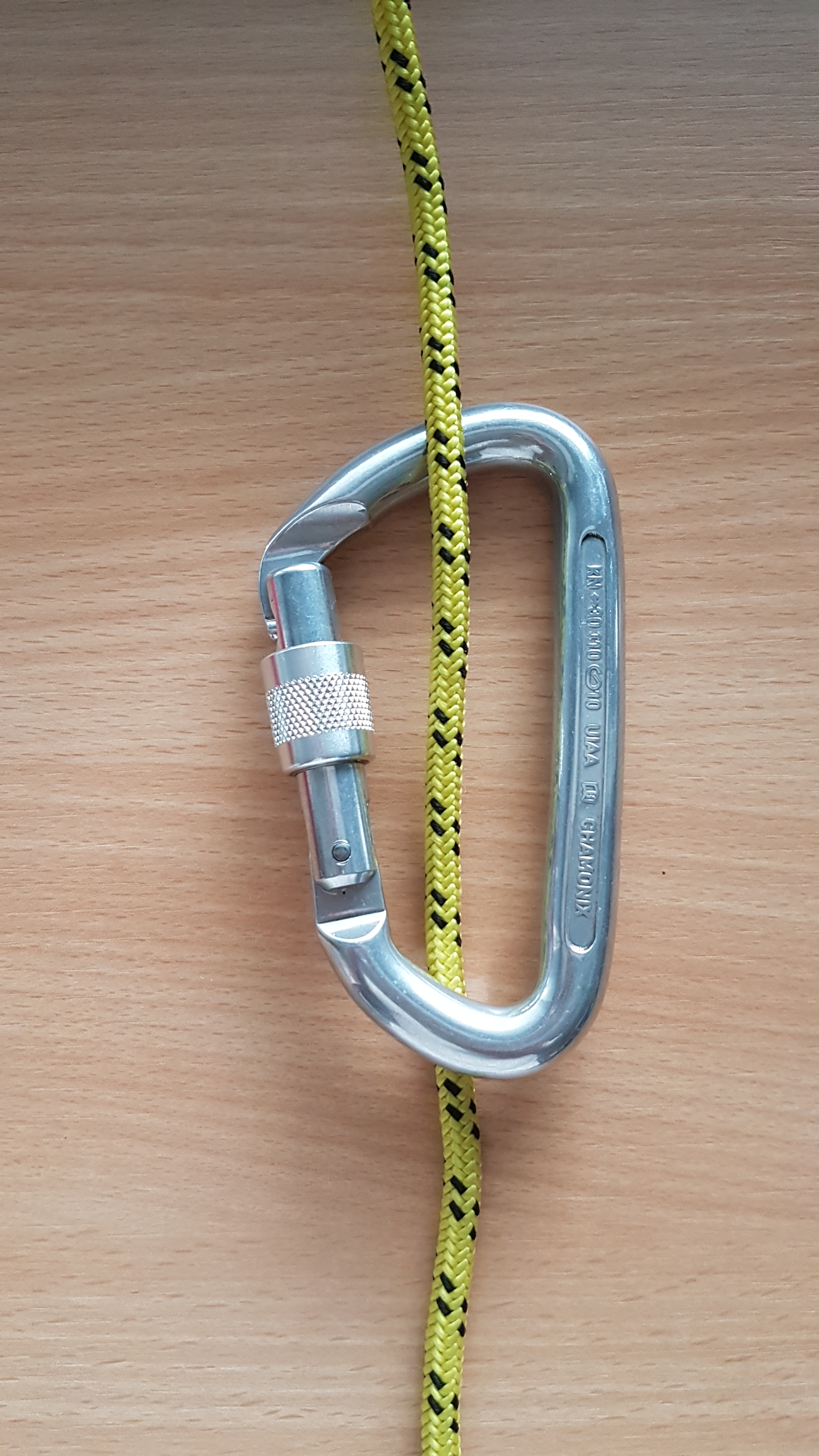
(последовательный способ) 1. создать петлю и вщёлкнуть в карабин
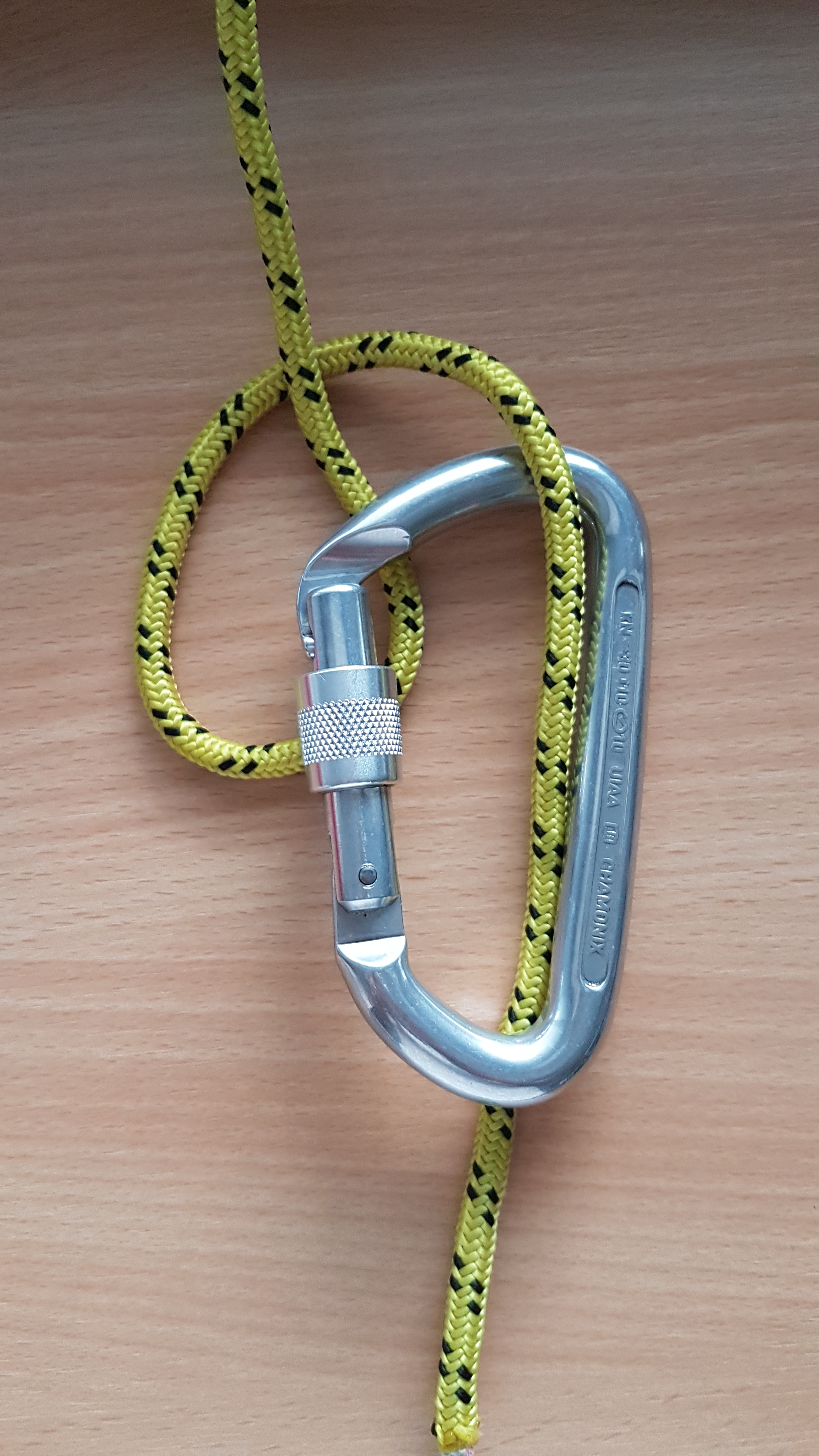
2. создать колышку
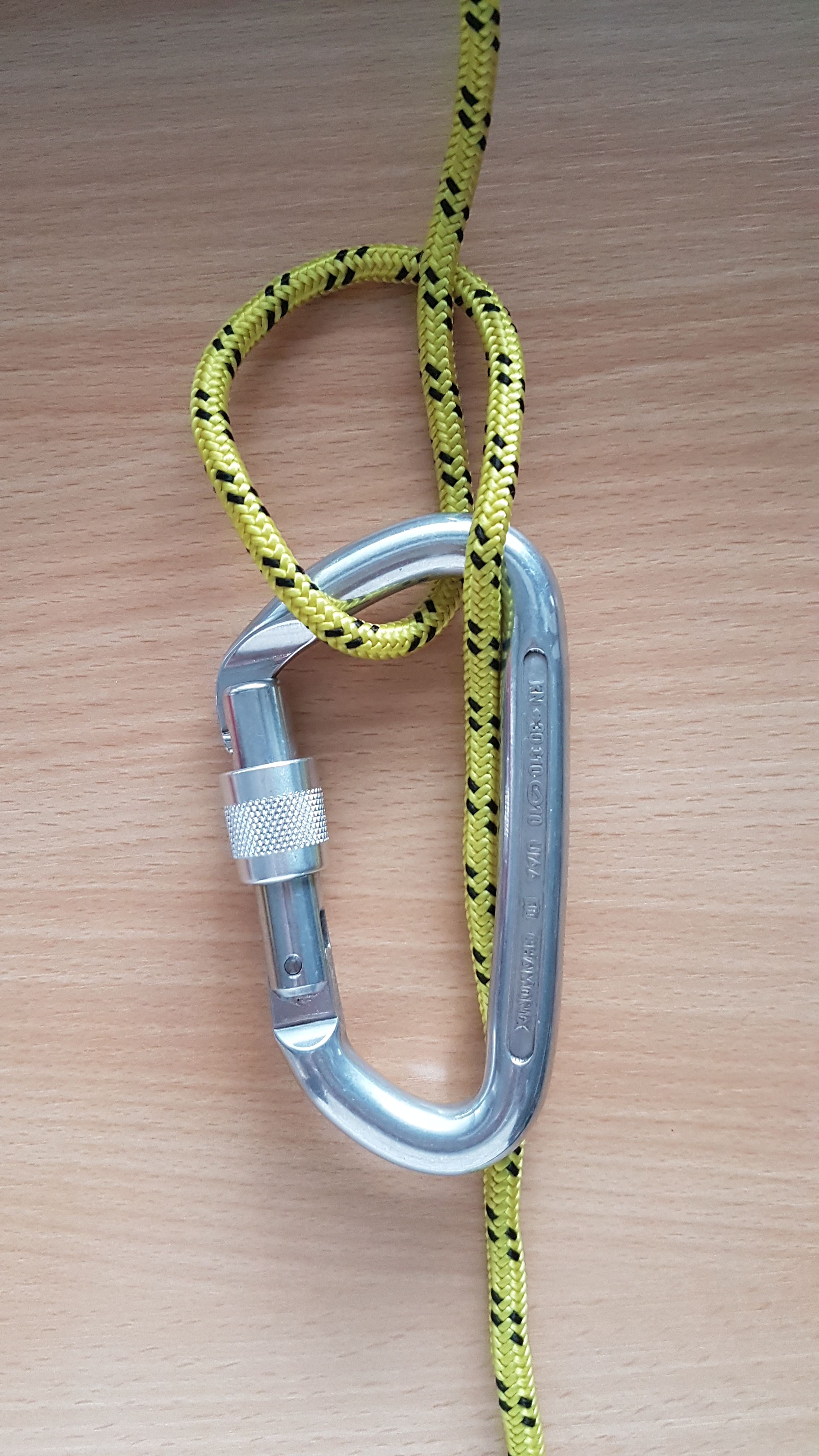
3. вщёлкнуть колышку в карабин
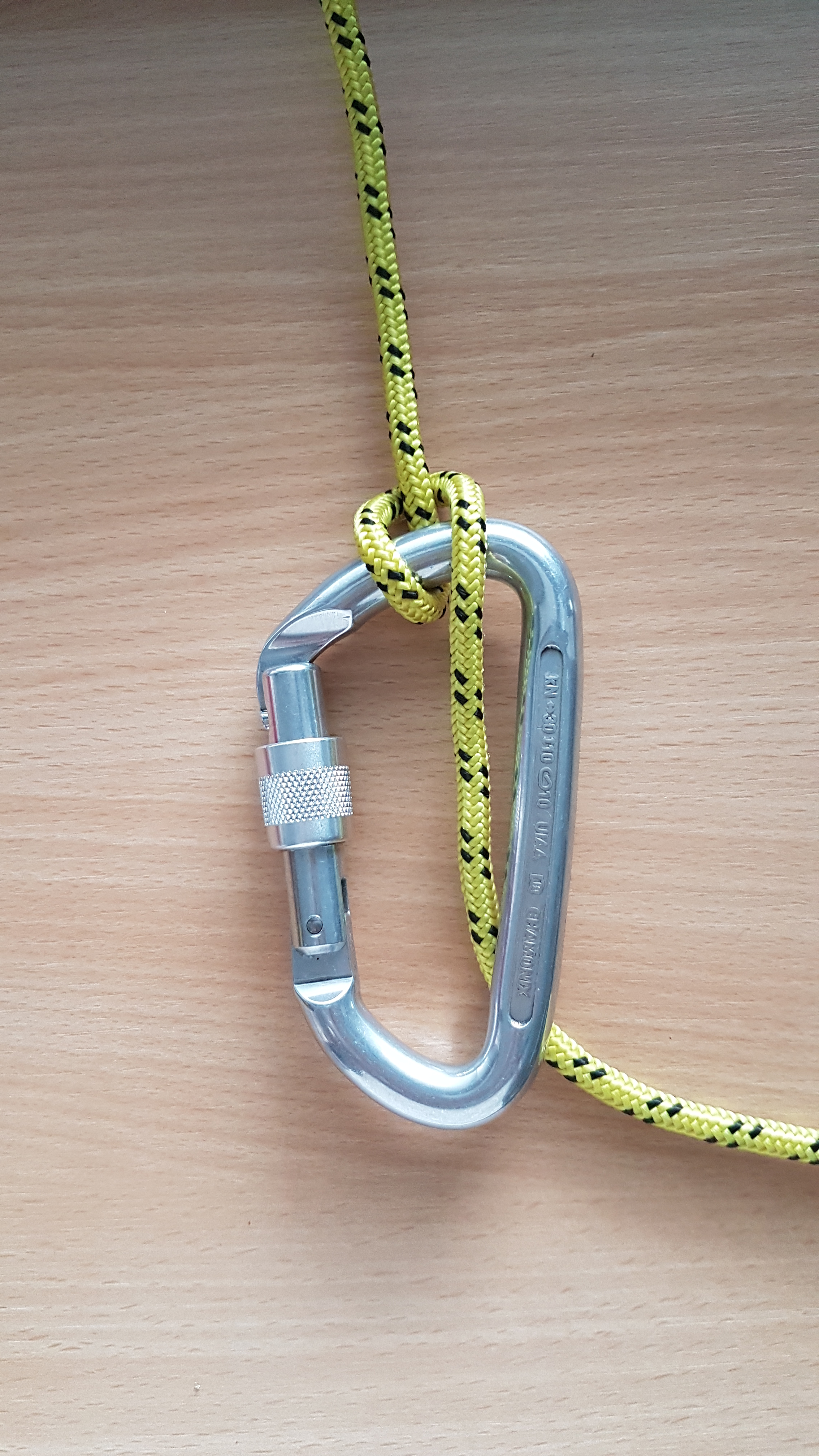
4. замуфтовать карабин и затянуть узел

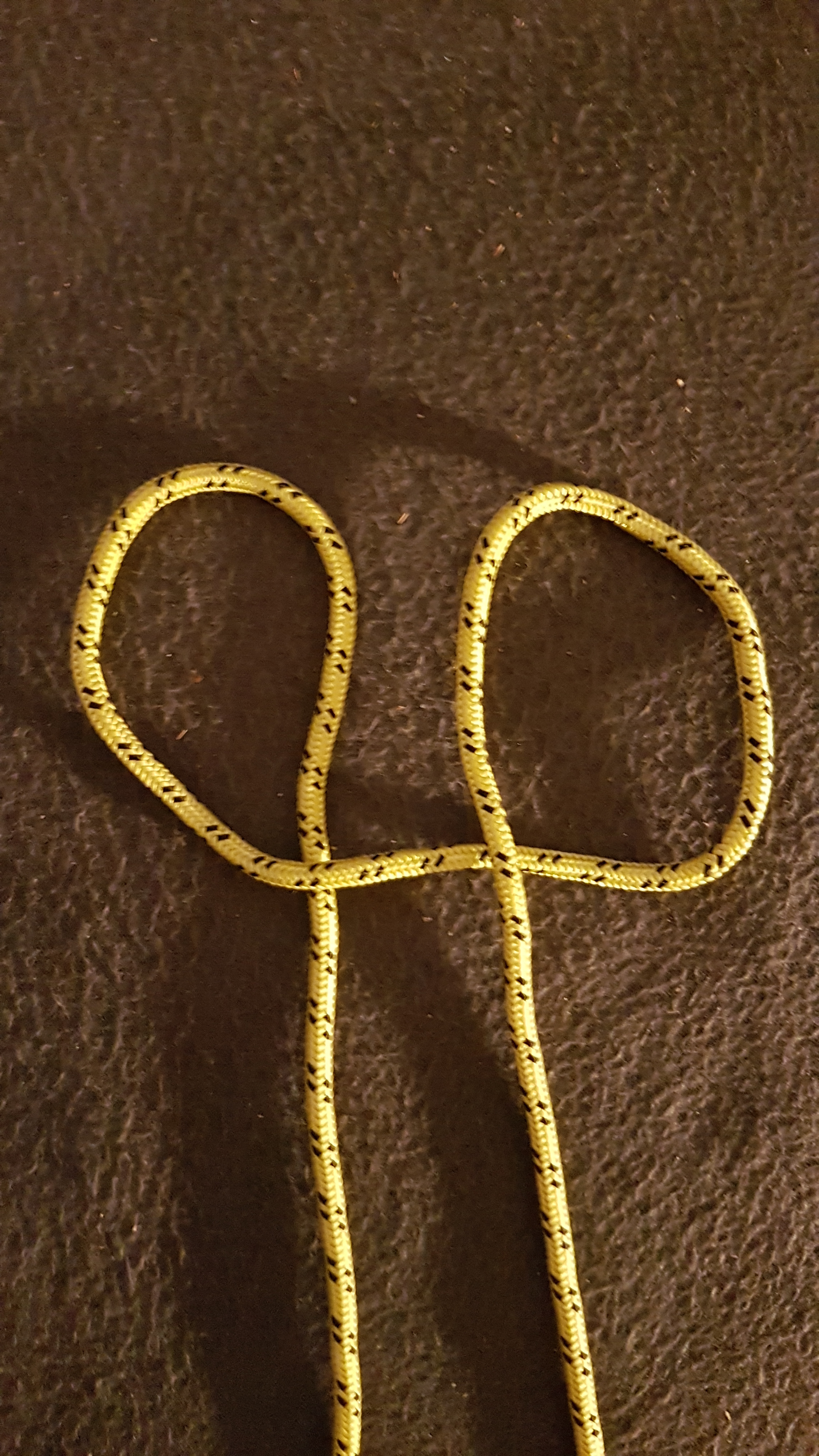
(способ с готовым узлом) 1. создать узел «стремя» без опоры
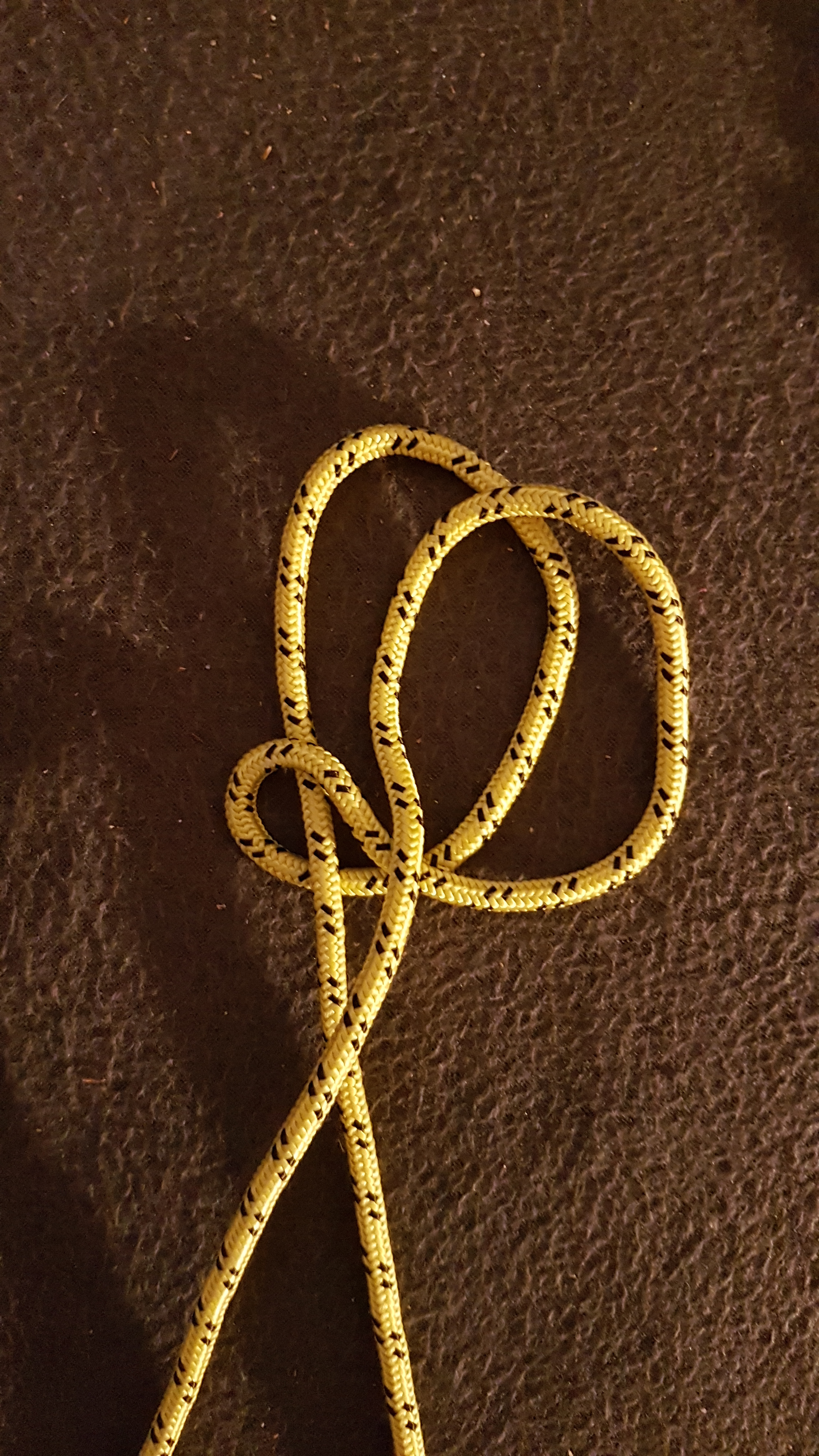
2. сложить вместе обе петли узла «стремя» способом «книжка»
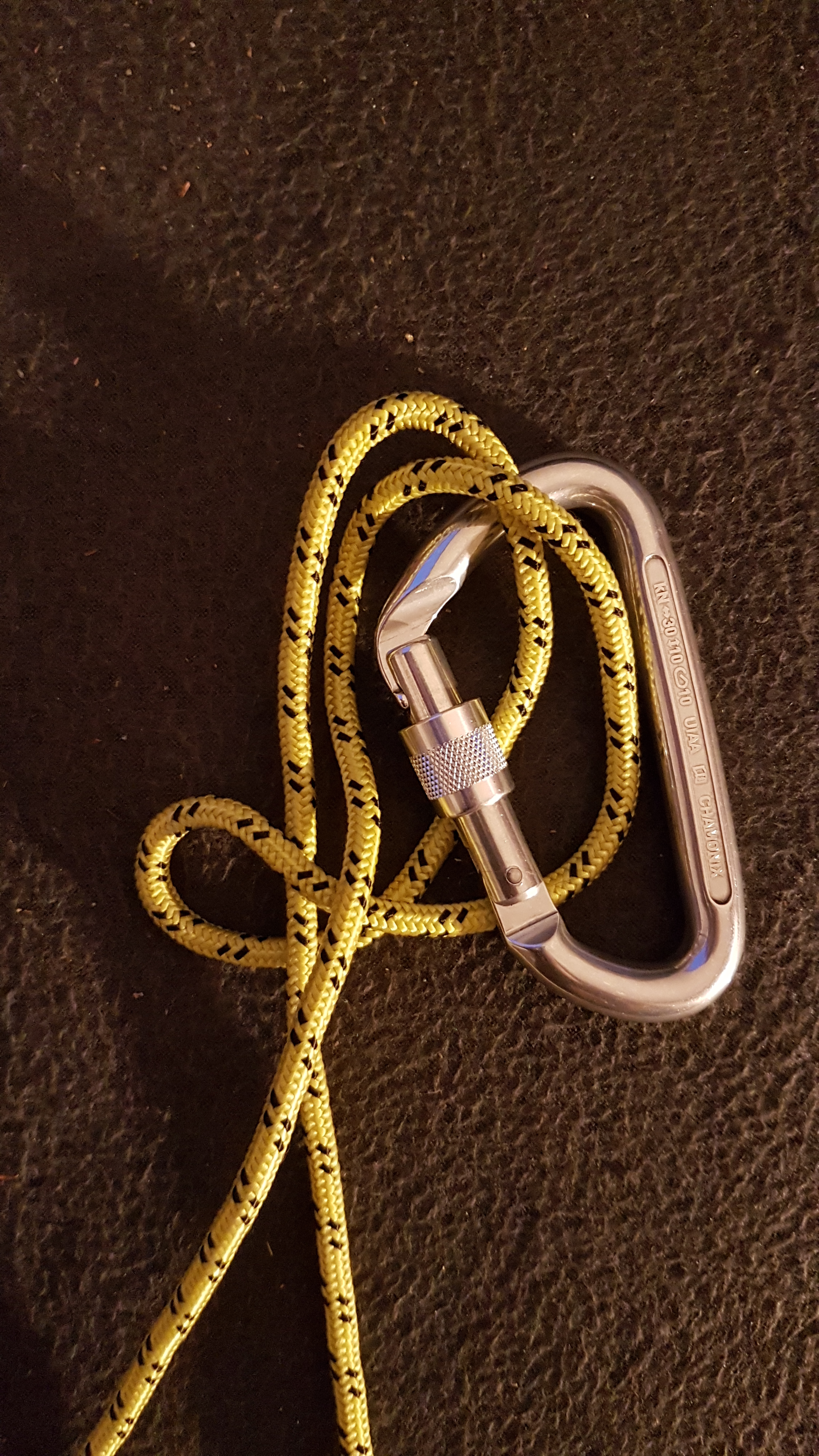
3. вщёлкнуть обе петли в карабин
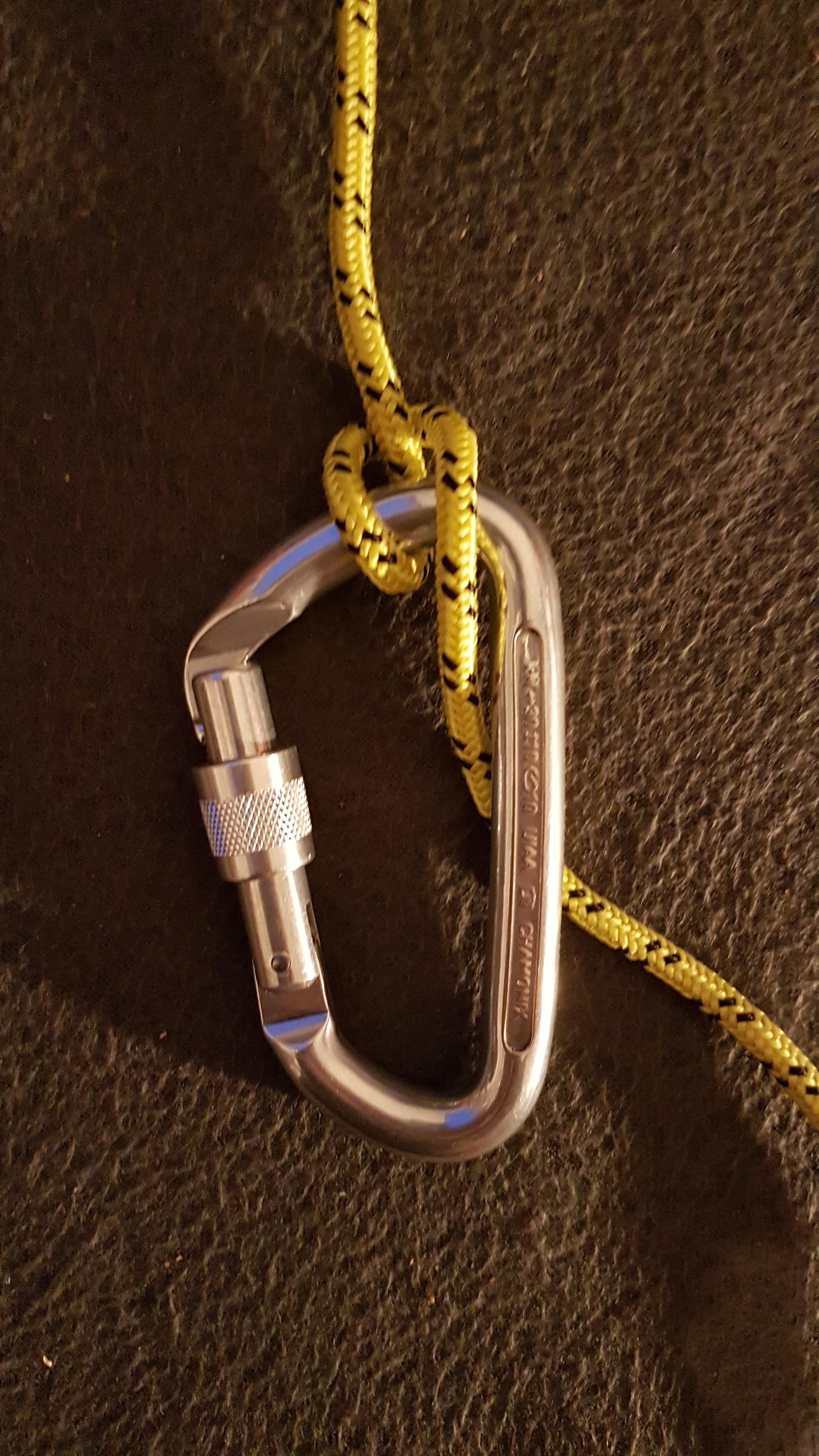
4. замуфтовать карабин и затянуть узел

## Признаки
Плюсы
- Узел — прост[33]

Минусы
- Обязательно требуется грушевидный карабин (HMS)[30][34]
- Обязательно требуется карабин с муфтой[35]
- Для безопасного использования узла карабин должен быть обязательно замуфтован
- Узел UIAA закручивает верёвку[36][37]
- Необходимо следить за правильным завязыванием узла — ходовой (ненагружаемый) конец узла должен быть расположен на противоположной стороне от муфты карабина[31][32]

правильно завязанный узел UIAA — ходовой конец расположен напротив муфты карабина

неправильно завязанный узел UIAA — ходовой конец скользит по муфте карабина, раскручивая её, создавая риск выщёлкивания верёвки из карабина и падения альпиниста

## Применение
В пожарном деле
- Для спуска по тросу из растительного материала

В альпинизме
- В альпинизме узел UIAA применяют для обеспечения динамической страховки в качестве тормозной системы